# Strada a Montgeroult
Strada a Montgeroult è un dipinto a olio su tela (81,2x66 cm) realizzato nel 1898 dal pittore Paul Cézanne.

È conservato nel The Museum of Modern Art di New York.